# داگلاس پریرا
داگلاس پریرا دوسانتوس (پرتغالی: Douglas Pereira dos Santos؛ زادهٔ ۶ اوت ۱۹۹۰) که عموماً به اختصار داگلاس نامیده می‌شود؛ بازیکن فوتبال اهل برزیل است که در پست دفاع راست برای بشیکتاش توپ می‌زند.
او که سال ۲۰۱۵ به بارسلونا پیوست نتوانست رضایت باشگاه و هواداران را جذب کند به صورت قرضی به تیم‌های مختلف منتقل شد.
وی در سال ۲۰۱۹ پس پایان قراردادش با بارسلونا بصورت رایگان راهی بشیکتاش شد